# Rimóc, Nógrád
Rimóc  este un sat în districtul Szécsény, județul Nógrád, Ungaria, având o populație de 1.891 de locuitori (2011). 

## Demografie
Componența etnică a satului Rimóc
     Maghiari (83,7%)
     Romi (16,09%)
     Români (0,21%)
Componența confesională a satului Rimóc
     Fără religie (3,07%)
     Necunoscută (96,51%)
     Alte religii (2,06%)
Conform recensământului din 2011, satul Rimóc avea 1.891 de locuitori. Din punct de vedere etnic, majoritatea locuitorilor (83,7%) erau maghiari, cu o minoritate de romi (16,09%). Nu există o religie majoritară, locuitorii fiind  și persoane fără religie (3,07%). Pentru 96,51% din locuitori nu este cunoscută apartenența confesională.